# 牛樞
牛枢，字伯衡，号双溪，元氏县人，清朝政治人物、進士出身。

## 生平
順治十八年（1661年），登辛丑科進士，官至嘉興府知府，著有《滇游草》。